# Jack Mulcahy
Jack Mulcahy (* 22. April 1954 in New York City als John Joseph Francis Mulcahy III) ist ein US-amerikanischer Schauspieler.

## Leben
Mulcahy wuchs in New York City auf und absolvierte die prestigeträchtige Stuyvesant High School. Er war zuerst als Sänger diverser Musikgruppen tätig. Seine erste Rolle spielte er an der Seite von Kim Cattrall in der preisgekrönten Komödie Porky’s (1982), die zu den finanziell erfolgreichsten Filmen des Jahres zählte. Im Fantasy-Film Creating Rem Lezar (1989) spielte er die Hauptrolle. In der preisgekrönten Komödie Kleine Sünden unter Brüdern (1995) spielte er die Rolle von Jack McMullen, dem Bruder von Barry (Edward Burns) und Patrick (Mike McGlone). Im preisgekrönten Independentfilm The Reunion (1998) übernahm er eine der größeren Rollen.
In den Jahren 2005 und 2006 führte Mulcahy Regie bei den Theaterstücken Primetime und Romantic Tragedy, die er schrieb und bei den er als Produzent tätig war. Sie wurden in Off-Broadway-Theatern aufgeführt.

## Filmografie (Auswahl)
- 1982: Porky’s
- 1983: Porky’s II – Der Tag danach (Porky’s II: The Next Day)
- 1989: Creating Rem Lezar
- 1990: Cadillac Man
- 1995: Kleine Sünden unter Brüdern (The Brothers McMullen)
- 1996: The Cottonwood
- 1997: Lowball
- 1998: The Reunion
- 1998: Ein perfekter Mord (A Perfect Murder)
- 2001: The Blue Diner
- 2002: Eaten Alive – Invasion der Killer-Insekten (Infested)